# Mouvement CREO
Le Mouvement CREO (en espagnol : Movimiento CREO) — officiellement dénommé Mouvement Creo, Créer des opportunités (Movimiento Creo, Creando Oportunidades) et parfois simplement appelé CREO — est un parti politique équatorien. D’obédience libérale-conservatrice, il est fondé en 2012 par Guillermo Lasso, qui est élu président de la République de l'Équateur en 2021.

## Historique
Le parti renonce à présenter un candidat à l'élection présidentielle de 2023 et déclare donner à ses adhérents toute liberté de vote, sauf pour le « correisme » et le Parti social-chrétien (PSC).